# Zhufbar
Zhufbar is een stad van het dwergenrijk in het spel Warhammer.

## Ligging
Zhufbar ligt in de Worlds Edge Mountains, een paar dagreizen noordelijker dan Karaz-A-Karak. Het ligt aan de oevers van het Black Water meer wat voor de aanwezigheid van de industrie in Zhufbar zorgt. Het is de dwergenstad die het dichte bij The Empire ligt. De omringende dwergenburchten van Karak Varn en Mount Gunbad zijn ingenomen door vijanden en verloren gegaan. De stad is omsingeld door Orcs en de laagste tunnels worden regelmatig door Skaven ingenomen.

## Inwoners
Een van de belangrijkste kenmerken van Zhufbar zijn de grote watervallen die hoog boven de stad de enorme waterradden van aandrijven. Dit maakt van deze stad een industrieel centrum van het dwergenrijk. Vooral hun kostbaarste metaal Gromril wordt hier omgesmeed naar gebruiksvoorwerpen en vooral wapens. Mede hier door is in deze stad de hoofdvestiging van het ingenieursgilde van de dwergen geplaatst. De meeste uitvindingen zoals de gyrocopter werden hier dan ook gedaan.

## Personages
- Grombold Kruddsson, neef van Ruggi Redbead. Zijn eerste beroep was mijnwerker, nu is het een Thane in het leger van Zhufbar. Hij ging op zoek naar de restanten van de expeditie van zijn oom. Hij is het hoofdpersonage in de aanleidende campagne naar de grote zomercampagne van Games Workshop.
- Kimri the crazed, een dragonslayer in het leger van Grombold.
- Ruggi Redbead leidde een expeditie naar de verlaten mijnen in de Howling Hills.
- Snorri Stonebrow, een thane in het leger van Grombold.

## Leger
De dwergen in deze stad zijn iets progressiever dan de gemiddelde dwerg. Hun leger bestaat dan ook meer dan normaal uit kanonnen, gyrocopters en andere uitvindingen. Ook pistolen zijn meer dan gemiddeld terug te vinden in dit leger. Dit leger levert bijna dagelijks kleine veldslagen met de Orcs en Skaven.